# Джонсон, Эмма
Эмма Джонсон (англ. Emma Johnson, род. 24 февраля 1980) — австралийская спортсменка, чемпион мира и призёр Олимпийских игр по плаванию.
Эмма Джонсон родилась в 1980 году в Сиднее. В 1996 году, в возрасте всего 16 лет, она завоевала бронзовую медаль Олимпийских игр. В 1987 году она стала обладательницей золотой и бронзовой медалей чемпионата мира по плаванию на короткой воде.